# Riversleigh
Riversleigh é um sítio arqueológico de renome em Queensland, Austrália. A área de 100 km² contém mamíferos, aves e répteis do Oligoceno e do Mioceno.
Os fósseis estão em rochas de calcário e em cavernas, numa altura em que o ecossistema era envolvido com florestas tropicais e prados semi-áridos. 35 fósseis de espécies de morcego foram identificados no sítio, que é o mais rico do mundo. O crânio e a dentição quase completa de um Monotremata de 15 milhões de anos, o Obdurodon dicksoni, providencia uma janela para a evolução deste grupo de mamíferos australiano. fósseis dos antepassados do recentemente extinto lobo-da-tasmânia, e do "Tigre da Tasmânia", foram também identificados.

## Ligações Externas
- (em inglês) Unesco - Sítios Fossilíferos de Mamíferos da Austrália (Riversleigh/Naracoorte)